# Naturschutzausführungsgesetz (Mecklenburg-Vorpommern)
Das Gesetz des Landes Mecklenburg-Vorpommern zur Ausführung des Bundesnaturschutzgesetzes (Naturschutzausführungsgesetz – NatSchAG M-V) ist das seit 22. Februar 2010 geltende Naturschutzgesetz des Landes Mecklenburg-Vorpommern. Es umfasst 43 Paragraphen in elf Kapiteln sowie drei Anlagen und regelt in konkurrierender Gesetzgebungskompetenz zusammen mit dem Bundesnaturschutzgesetz die Belange des Naturschutzes in Mecklenburg-Vorpommern. Der Gesetzestitel soll verdeutlichen, dass dieses Landesgesetz keine landesrechtlichen Vollregelungen mehr enthält, sondern nur zusammen mit dem Bundesnaturschutzgesetz seine Wirkung entfaltet.

## Entstehungsgeschichte
Im Rahmen der Föderalismusreform sollte in den Jahren 2006 bis 2009 ein Umweltgesetzbuch auf den Weg gebracht werden. Das Ziel bestand darin, landesrechtliche Vorgaben zu harmonisieren und zu vereinheitlichen, um auf diesem Weg eine Stärkung der Bundesländer gegenüber dem Bund zu erreichen. Die bisherige Rahmengesetzgebungskompetenz in den Bereichen Naturschutz und Wasserwirtschaft wäre abgeschafft worden. Aufgrund des Widerstandes der CSU und des Bundeslandes Bayern scheiterte dies. Im Sommer 2009 erfolgte eine Einigung auf die konkurrierende Gesetzgebungskompetenz, in der im Bundesrecht umfassende Regelungen getroffen werden, die nur dann im Landesrecht zu konkretisieren sind, wenn Vorgaben auf Bundesebene fehlen. Das vorher als Rahmenrecht geltende Bundesnaturschutzgesetz wurde so zum unmittelbar geltenden Recht für alle Bundesbürger, dass auf Detailbestimmungen im jeweiligen Landesrecht verzichtet. Im Rahmen der konkurrierenden Gesetzgebungskompetenz sind die Länder angehalten, innerhalb eines halben Jahres nach Erlass des Bundesgesetzes eigene Regelungen zu erlassen, um offene Details festzulegen. Mit Beschluss des Bundesnaturschutzgesetzes zum September 2009 galt somit für die Bundesländer eine Frist bis März 2010 eigene gesetzliche Regelungen zu treffen. Den Weg dies über eine Novellierung des Landesnaturschutzgesetzes zu tun, schlugen neben Mecklenburg-Vorpommern auch Schleswig-Holstein, Niedersachsen, Hamburg und Bremen ein.
Neben dem Naturschutzgesetz wurde auch das Landeswassergesetz Mecklenburg-Vorpommern novelliert. Die nun vorliegende Fassung basiert auf den Vorgängergesetzen aus den Jahren 1998, 2002 und 2006 sowie der im 1. Halbjahr 2009 bereits erstellten Entwurfsfassung zur 2. Änderung des Landesnaturschutzgesetzes. Im Vergleich halbierte sich der Gesetzestext durch die nun bundesweit einheitlichen Vorgaben des Bundesnaturschutzgesetzes, was eine umfangreiche Deregulierung bedeutet. Kritisiert wird die Vereinheitlichung in Einzelbereichen, etwa der Verringerung der Gewässerschutzstreifen auf die bundeseinheitliche Vorgabe von 50 Metern.

## Unterschiede zum vorherigen Gesetz
Im neuen Landesnaturschutzgesetz mussten Regelungen, die nun das Bundesnaturschutzgesetz unmittelbar regelt, aufgehoben werden, Sonderregelungen des bisherigen Landesnaturschutzgesetzes, etwa zur Stiftung Umwelt und Natur, fortgeführt sowie abweichende Regelungen neu gefasst werden.
Das NatSchAG MV wurde in Struktur, Kapitelgliederung, Paragraphenreihenfolge und Terminologie stark am Bundesnaturschutzgesetz ausgerichtet. Zum überwiegenden Teil finden sich die Inhalte in den gleichen Paragraphen wieder, was eine Orientierung erleichtert. Abweichungsfreie Bereiche, also relativ strenge inhaltliche Vorgaben, gibt das Bundesnaturschutzgesetz in allgemeinen Grundsätzen, Artenschutz und Meeresnaturschutz vor.
Bisherige Vorgaben zur guten fachlichen Praxis wurden gestrichen, da § 5 BNatschG nun unmittelbar gilt. Es gibt keine neuen Monitoringverpflichtungen. Bund und Länder beobachten im Rahmen ihrer Zuständigkeit die Arten und Lebensräume, die ihnen durch völkerrechtliche Verpflichtungen (z. B. Berner Konvention) und europäisches Recht im Rahmen von Natura 2000 vorgegeben sind.
In § 11 NatSchAG MV wird ergänzend zu den vier Ebenen der Landschaftsplanung (Raumordnung) im Bundesnaturschutzgesetz das Gutachtliche Landschaftsprogramm verpflichtend vorgeschrieben.
Was als Eingriff in Natur und Landschaft zu betrachten ist, gibt § 12 NatSchAG vor. Der bisher vorrangige gleichartige und nah gelegene Ausgleich wurde dem im Naturraum liegenden gleichwertigen Ersatz gleichgestellt. In diesem Themenfeld neu eingeführt wurden Regelungen zum Ökokonto. Eine dauerhafte Verschlechterung der belebten Natur (Eingriff) kann durch eine dauerhafte Aufwertung der belebten Natur (kompensatorischer Charakter) ausgeglichen werden. Kompensationsmaßnahmen können aufgrund der Kompensationsregelungen in § 15 Absatz 2 auch in anderen Schutzgebieten, durch Umsetzungen der Wasserrahmenrichtlinie sowie in Form von CEF-Maßnahmen erfolgen. Zu beachten ist, dass keine Doppelförderung, etwa bei Planung und späterer Umsetzung erfolgt, damit es nicht zum Subventionsbetrug kommt.
Im Zuge der Kreisgebietsreform Mecklenburg-Vorpommern 2011 ist eine verstärkte Verlagerung von Einzelaufgaben, etwa in der Betreuung der Naturschutzgebiete sowie im Artenschutz, auf die Landkreise zu erwarten.
Die im Bundesnaturschutzgesetz 2010 neu eingeführte Schutzgebietskategorie Nationales Naturmonument wird voraussichtlich auf die Insel Vilm angewendet werden.
Der bisher umfangreiche Katalog an Leistungen der Naturparke wurde gestrichen. Es gelten nun unmittelbar die Vorgaben des Bundesnaturschutzgesetzes.
§ 21 NatSchAG MV behandelt die 35 % der Landesfläche, die als Natura-2000-Gebiet eingestuft sind. Eine pauschale Unterschutzstellung durch Rechtsverordnungen der Landesregierung wird ermöglicht. Mecklenburg-Vorpommern orientierte sich hierbei an den Vorgaben anderer flächenhafter Bundesländer wie Rheinland-Pfalz. Die Einführung einer neuen Schutzgebietskategorie, etwa den Europaschutzgebieten in Österreich unterblieb.